# Rapunzels Fluch
Rapunzels Fluch ist ein deutscher Independent-Horrorfilm des Regisseurs David Brückner aus dem Jahr 2020. Mit Rapunzels Fluch 2 erschien 2023 eine Fortsetzung.

## Handlung
Im 17. Jahrhundert verkauft Pater Petrosinus sein Schloss. Zuvor hatte er mehrfach versucht, an der von einem Dämon besessenen Rapunzel einen Exorzismus durchzuführen. Einige Jahrhunderte später möchte Filmstudentin Alina, eine Nachfahrin des Paters, in diesem Schloss ihren Abschlussfilm drehen. Während der Vorbereitungen zu den Dreharbeiten und einer nächtlichen Exkursion erwacht der Dämon zum Leben.

## Produktion und Veröffentlichung
Der Großteil der Dreharbeiten für Brückners vierten Low Budget-Langfilm Rapunzels Fluch wurde an 10 Tagen im August 2019 in Glauchau durchgeführt. Verschiedene Nachdrehs wurden im Oktober und November 2019 vollzogen. Der Promo-Teaser von Rapunzels Fluch lief erstmals 2019 auf dem „House of Horror“-Festival und auf dem „Obscura Filmfest“ in Berlin. Der Teaser wurde dann am 31. Oktober 2019 offiziell online bereit- und vorgestellt. Der Trailer wurde am 25. Juni 2020 veröffentlicht. Am 7. August 2020 wurde der Film auf DVD und Blu-ray veröffentlicht. Am Tag der digitalen Veröffentlichung wurde der Film bei einer speziellen Premiere in Langenhessen im Autokino in Anwesenheit Brückners vorgeführt.

## Kritiken
Der Film fand vor allem bei Beachtung bei einschlägigen Genre-Portalen, die einen „klassischen deutschen Independenthorrorfilm von der Stange“ sahen. So steche zwar die Bildgestaltung von Kameramann Costel Argesanu durch Drohnenaufnahmen und bewusste Farbdramaturgie aus vergleichbaren Produktionen hervor. Auch die Musik erhielt Lob als „sehr gute und passende, klassische Horrorfilmmusik“. Allerdings verliere sich das Drehbuch über weite Strecken „in teils sehr aufgesetzten und unnatürlichen Dialogen“ zulasten der Dramaturgie. Auch die Auflösung hat nicht vollends überzeugt.

„Low-Budget-Beitrag, der natürlich seine Schwächen hat und mit Leerlauf, Schnittproblemen und einer konservativen Erzählstruktur zu kämpfen hat. Doch all das ist Meckern auf niedrigem Budget. Denn Rapunzels Fluch ist eine Produktion, die ihre fehlenden finanziellen Mittel mit viel Leidenschaft und Liebe für das Medium wettmacht und damit einen ordentlich gefilmten und charmanten Genre-Beitrag abliefert. Und das ist doch um einiges sympathischer als der x-te Conjuring-Spinoff-Aufguss aus Hollywood.“

„Ein technisch kompetent gemachter, aber inszenatorisch dünner und inhaltlich völlig entkernter Gruselfilm ohne Eier und Story.“

„Gelungener Film der sich bei verschiedenen Horror-Untergenres bedient und sowohl mit Humor als auch Grusel punkten kann. Sehr gut!“

„Einige solide Performances in Rapunzels Fluch entschädigen kaum für das schludrig geschriebene Drehbuch.“